# Heiligenberg (Bade-Wurtemberg)
Pour les articles homonymes, voir Heiligenberg.
Heiligenberg est une commune de Bade-Wurtemberg (Allemagne), située dans l'arrondissement du Lac de Constance, dans la région Bodensee-Oberschwaben, dans le district de Tübingen.

## Histoire

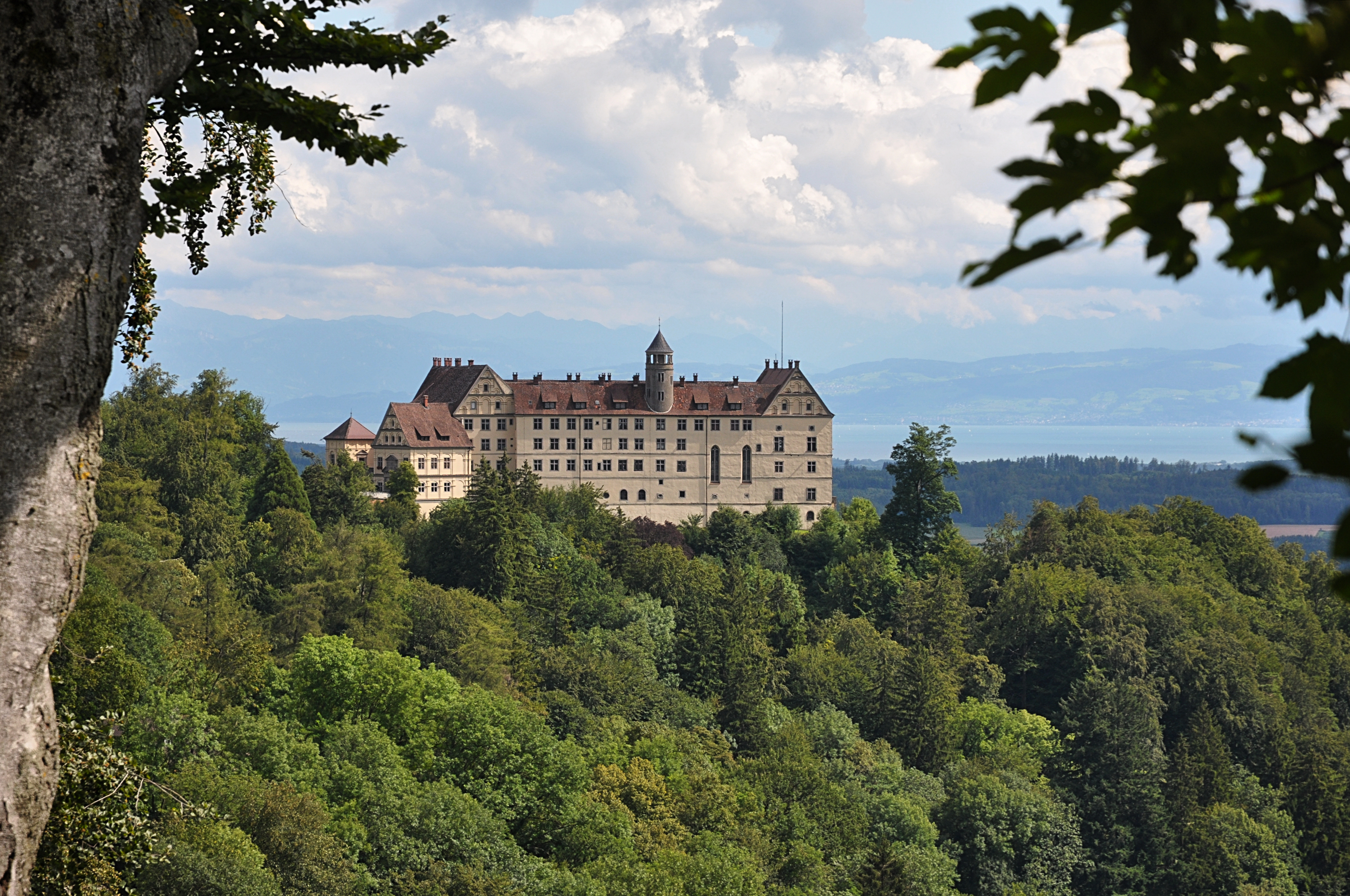
Le château de Heiligenberg.

Des vestiges d'activité humaine remontant à l'âge de la pierre ont été retrouvés sur le territoire de la commune. La christianisation du village, entreprise par les moines de l'abbaye de Saint-Gall, remonte à 600. On ignore si le toponyme (Heiligenberg = « montagne sacrée ») remonte à cette époque ou s'il désigne un sanctuaire païen pré-chrétien.
La première mention écrite de l'endroit remonte à 1083, avec la désignation de Mons Sanctus. Au XIIIe siècle, les landgraves de Linzgau y établissent un château fort, qui sera désormais le siège des comtes de Heiligenberg, de la maison de Werdenberg-Heiligenberg. En 1535, ce fief échoit à la Maison von und zu Fürstenberg qui fait édifier le somptueux château de Heiligenberg, toujours aujourd'hui propriété de leurs descendants, et résidence d'été de ces aristocrates. Les ruines de l'ancien château fort sont aussi toujours visibles.
Le 18 mars 1944, au cours de la Deuxième Guerre mondiale, un bombardier Consolidated B-24 (Liberator) de l’USAAF, abattu au-dessus de Friedrichshafen, s'écrasa dans le « triangle de Betenbrunn, ». Sur les dix hommes d'équipage, seuls quatre survécurent en sautant en parachute.
Depuis la réforme des communes du 1er janvier 1975, Heiligenberg a absorbé les communes voisines de Hattenweiler et Wintersulgen.

## Personnalités liées à la ville
- Gerhard Truchsess de Waldbourg (1547-1601), archevêque né au château de Heiligenberg.
- François-Egon de Fürstenberg (1626-1682), évêque né à Heiligenberg.
- Guillaume-Egon de Fürstenberg (1629-1704), cardinal né à Heiligenberg.

## Jumelage
Heiligenberg (France) depuis 1968